# Lipovu
Lipovu là một xã thuộc hạt Dolj, România. Dân số thời điểm năm 2002 là 3189 người.